# Mediterráneo oriental

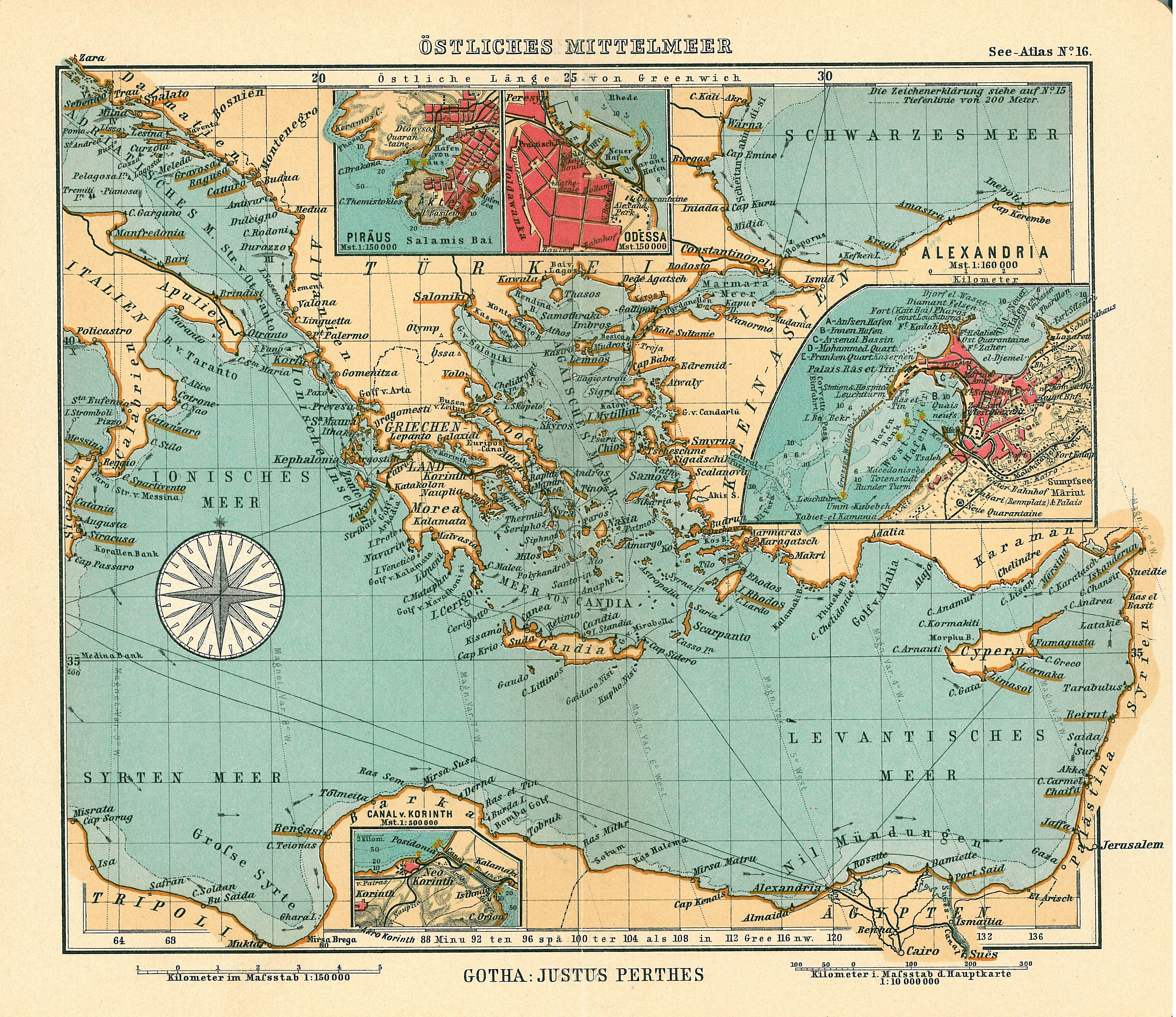
Mediterráneo oriental en un mapa alemán de 1906 (Justhus Perthes See Atlas: Őstliches Mittelmeer). Se pueden ver los mapas de los puertos de Alejandría, el Pireo, Corinto y Odessa.

Mediterráneo oriental es un concepto geográfico con implicaciones históricas y geopolíticas. Se refiere a la mitad este del mar Mediterráneo, así como a la mitad este de la cuenca del Mediterráneo. El punto de división con el Mediterráneo occidental son los estrechos que separan el sur de Europa a la altura de la península itálica, las islas de Sicilia y Malta y la península de Hermeo en el norte de África.
Pertenecen a esta región las islas del Mediterráneo oriental, las mayores Creta y Chipre, y gran número de islas menores (Corfú, Eubea, Rodas, Lesbos, etc.), muchas de ellas agrupadas en archipiélagos (Dodecaneso, Cícladas, islas Jónicas, islas Dálmatas, etc.); y amplias zonas continentales del sureste de Europa (península de los Balcanes, incluyendo su extremo sur, el Peloponeso) y del oeste de Asia (península de Anatolia, Levante mediterráneo) y noreste de África (Egipto y Libia). Los mares en que se suele subdividir son los que tienen una mayor separación con el resto: el mar Adriático y el mar Egeo.
El estrecho de los Dardanelos, el mar de Mármara y el Bósforo separan al Mediterráneo oriental del mar Negro, que si bien forman una continuidad geográfica con el Mediterráneo, sus características especiales, tanto físicas como históricas suelen hacérselos considerar como entidades separadas. Por ejemplo, por el hecho de que es en estos mares donde desembocan la mayor parte de los grandes ríos europeos que avenan extensísimas cuencas (Danubio, Dnieper, Dniéster, Don); mientras que solo el Po lo hace en el Adriático.
El Nilo, a través de su gigantesco delta es el principal río del Mediterráneo oriental, y el único gran río de África del norte. En la costa asiática destaca el Orontes, mientras que el Jordán desemboca en un mar interior (mar Muerto). Otros accidentes geográficos destacados son el golfo de Tarento, la península Salentina, la laguna de Venecia, el golfo de Corinto, el golfo de Salónica, y las penínsulas Calcídicas.

## Prehistoria y Edad Antigua
El obstáculo aparentemente insalvable que el estrecho de Gibraltar significa para los movimientos de los grupos humanos anteriores a la navegación ha condicionado que las interpretaciones prehistoriográficas y paleontológicas más comúnmente aceptadas -apoyadas en numerosas pruebas físicas- pongan en las costas del Mediterráneo oriental y el Cáucaso las zonas por las que se supone que se produciría el paso desde África hasta Europa.
El desigual desarrollo histórico entre Mediterráneo occidental y oriental se hace decisivo desde la aparición de la Revolución Neolítica y la Revolución Urbana en el Creciente fértil del Antiguo Próximo Oriente, que significó para esa región el nacimiento de la Historia. Las zonas del Mediterráneo occidental se vieron influenciadas por difusión de las innovaciones (teoría difusionista), primero de la agricultura y de la cerámica y luego del uso de los metales (Edad de los Metales) y de construcciones como los megalitos. Las primeras muestras de poblados y cerámica se han hallado en Jericó y Çatal Höyük, y las primeras ciudades, grandes templos y testimonios de escritura en Sumeria, a partir del IV milenio a. C. (Ur, Uruk, Lagash, Eridú). Los primeros grandes estados fueron los imperios del Antiguo Egipto (Menes, unificador del alto y el bajo Egipto) y Babilonia. La civilización cretense y micénica en el II milenio a. C. y las ciudades fenicias y griegas en el I milenio a. C. desarrollaron la navegación y el comercio a larga distancia por el Mediterréneo. También se desarrollaron otras civilizaciones importantes, como la hebrea y la árabe. En el siglo VI a. C. el Imperio persa unificó casi todo el Mediterráneo oriental, a excepción de las ciudades griegas del continente europeo, protagonistas de las guerras médicas (siglo V a. C.). En su parte naval fue decisiva la victoria griega en la Salamina (480 a. C.), que significó a su vez el predominio ateniense sobre sus aliados de la liga de Delos, discutido por Esparta y sus aliados en la guerra del Peloponeso. A finales del siglo IV a. C. fueron los griegos, unificados por el reino de Macedonia, los que se impusieron a los persas, cuyo imperio ocuparon. El breve imperio de Alejandro Magno dejó instauradas una serie de monarquías helenísticas que perpetuaron la influencia griega en todo el Mediterráneo oriental (helenismo). Alejandría pasó a ser el centro comercial y cultural de la zona.
A partir del siglo II a. C. la República Romana fue interfiriendo en los asuntos internos de los reinos helenísticos, anexionándolos paulatinamente. La batalla de Actium (31 a. C.), con la victoria naval de Agripa (general de Augusto) frente a Marco Antonio y Cleopatra, significó el control total y el comienzo del Imperio romano, aunque no el fin del predominio cultural de Oriente y de la decisiva importancia de las importaciones de trigo egipcio a Roma. El griego fue la lengua culta de todo el imperio, y la koiné o lengua común en Oriente (además de las locales, como el copto en Egipto o el arameo en Levante). Emperadores como Adriano privilegiaron Egipto (culto de Antínoo); y Constantino eligió Bizancio como segunda Roma. La cambiante frontera oriental frente a los partos exigió el mantenimiento de una fuerte presencia militar.
La división del Imperio romano —unificador del Mediterráneo o Mare Nostrum— en dos mitades: Imperio romano de Oriente e Imperio romano de Occidente está en el origen de la división del Mediterráneo en dos partes; que quedó reforzada con la caída del Imperio romano de Occidente en 476 y la supervivencia del Imperio bizantino hasta 1453. La mitad oriental, la más desarrollada económica y culturalmente

### Bronce Reciente
A finales del Bronce Reciente, el Mediterráneo oriental experimentó cambios que afectaron a los Imperios, Estados, reinos y ciudades desde el Mediterráneo central hasta la Alta Mesopotamia, al mismo tiempo que aparecían pueblos como los Filisteos, Arameos, el asentamiento de Israel, los reinos de Moab y Edom, etc., que tendrán un mayor protagonismo en los siglos posteriores. El cataclismo producido por la llegada de los Pueblos del Mar son la consecuencia de dichos cambios.

## Edad Media
La expansión musulmana incorporó al Imperio persa sasánida y las zonas meridionales del Imperio bizantino (desde Siria hasta Egipto), así como la ribera sur del Mediterráneo (siglo VII y siglo VIII), lo que hizo que los rasgos culturales fueran más parecidos entre el Mediterráneo occidental y el oriental que entre el norte y el sur, aunque no se ignoraban las diferencias entre este y oeste: el centro del Califato estuvo primero en Damasco y luego en Bagdad.
Las Cruzadas significaron la presencia durante los siglos XII y XIII de una presencia cristiana occidental (cristiandad latina) en la zona de Tierra Santa, y la relación comercial a través de navegantes venecianos. Los turcos se fueron imponiendo como la potencia dominante de la zona, incluso en la Europa balcánica a partir del siglo XIV, culminada con la toma de Constantinopla en 1453 —cambió su nombre a Estambul—.

## Edad Moderna
La llegada de los judíos sefardíes expulsados de España produjo su acogida en el Mediterráneo oriental, siendo significativa en algunas ciudades, donde originó una cultura peculiar (véase historia de los judíos de Salónica). El retroceso de los venecianos (pérdidas de Rodas y Creta —el Greco salió de la isla para pintar en Italia y en España—) reforzó el control del Imperio otomano del Mediterráneo oriental; mientras el Mediterráneo occidental quedaba bajo control de la Monarquía Hispánica, equilibrio que no pudo alterar ni los intentos turcos (sitio de Malta) ni los cristianos (batalla de Lepanto). Tras la derrota turca en el sitio de Viena, el siglo XVIII fue de una mayor estabilidad, en que la Sublime Puerta era vista por los ilustrados europeos con una mezcla de admiración e incomprensión y tomada como excusa literaria (Cartas Persas de Montesquieu, escritos de Mary Montagu).

## Edad Contemporánea
La Revolución industrial iniciada en Europa occidental fue desequilibrando el nivel de desarrollo entre Oriente y Occidente, hasta el punto de que se posibilitó la independencia de Grecia con el apoyo occidental (fundamentalmente británico, la nueva potencia naval en el Mediterráneo). La construcción del canal de Suez inició una asociación egipcio-británica que en la práctica se tornó colonial. La apertura de una amplia plataforma sobre el Mediterráneo al Imperio austríaco (ya presente en Italia desde el Tratado de Utrecht de 1713, pero ampliado con Lombardía y Véneto tras el congreso de Viena de 1814), lo había convertido en el principal adversario de la unificación italiana, que tuvo que realizarse con su oposición militar (1848-1871).
El progresivo avance del Imperio ruso hacia el sur, que le había proporcionado una gran fachada marítima en el mar Negro, continuó en el siglo XIX como apoyo a los pueblos eslavos (paneslavismo) contra austríacos y turcos, y era visto con recelo por las potencias occidentales, no dispuestas a permitir su acceso al Mediterráneo oriental, lo que llevó a su enfrentamiento en la guerra de Crimea.
El Imperio turco fue retrocediendo en las sucesivas guerras balcánicas que condujeron a la Primera Guerra Mundial, en que desaparece, iniciándose el dominio colonial de Francia e Inglaterra sobre Siria y Palestina respectivamente, y la presencia cada vez mayor de judíos sionistas, estimulada por la declaración Balfour. La descolonización se produjo entre grandes tensiones tras la Segunda Guerra Mundial, iniciándose simultáneamente el conflicto árabe-israelí, que ha dominado las relaciones internacionales de la zona desde entonces.
El caso de la república de Turquía, heredera del Imperio y restringida a Anatolia y una pequeña zona europea en Tracia, fue del todo diferente, al convertirse bajo Kemal Ataturk en un estado laico occidentalizado. Se vinculó a la OTAN desde la fundación de ésta en la Guerra Fría y ha negociado su vinculación a la Unión Europea. Uno de los obstáculos para ello ha sido el apoyo turco a los turcochipriotas en la guerra de Chipre, que condujo a la división de la isla (la parte grecochipriota consiguió su entrada en la UE).
La península balcánica fue uno de los puntos de interés durante la guerra fría, al conseguir la Unión Soviética una presencia importante en la zona danubiana (Rumanía y Bulgaria), aunque no en la zona adriática (Yugoslavia y Albania, que aunque desarrollaron regímenes comunistas, se enfrentaron políticamente con ella y no entraron en su alianza militar —Pacto de Varsovia—). La zona de Istria y Dalmacia, que el irredentismo italiano había conseguido incorporar tras la Primera Guerra Mundial (Gabriele D'Annunzio) fue atribuida a Yugoslavia tras la Segunda Guerra Mundial (que había consentido una efímera expansión italiana en la zona). La ciudad de Trieste fue finalmente devuelta a Italia tras un conflicto diplomático. Las guerras de disolución de Yugoslavia en los años noventa dejaron la región dividida entre Eslovenia, Croacia, Bosnia-Herzegovina (dividida internamente) y Montenegro; mientras Serbia quedaba aislada del mar.